# Wikno (Tschortkiw)
Wikno (ukrainisch Вікно; russisch Окно Okno, polnisch Okno) ist ein Dorf in der ukrainischen Oblast Ternopil mit etwa 953 Einwohnern (Stand 2017).

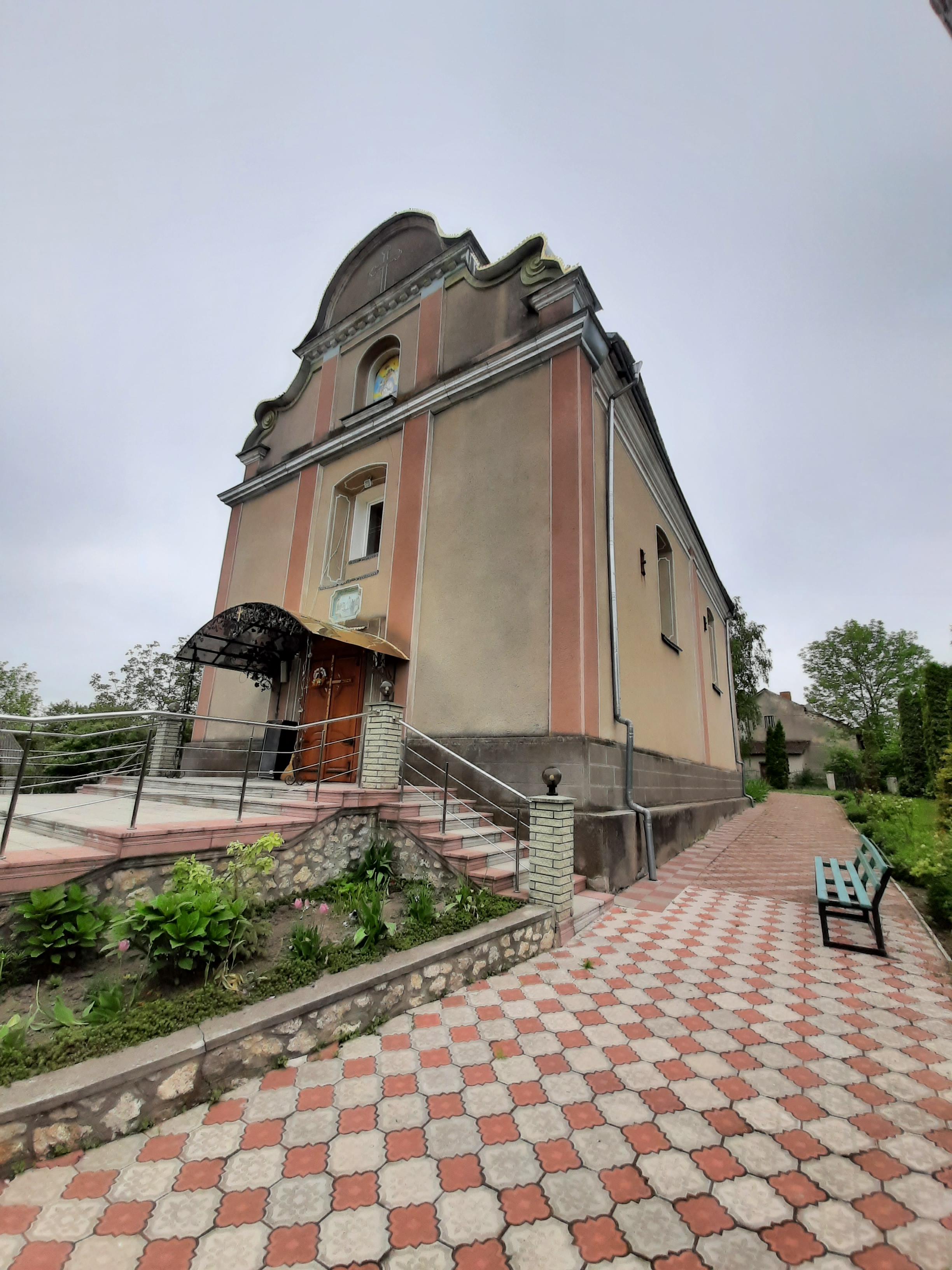
Kirche im Ort

## Geografie
Das Dorf liegt östlich der Siedlung städtischen Typs Hrymajliw am Ufer der Hnyla (Гнила), einem 58 km langen Nebenfluss des Sbrutsch, sowie an der Territorialstraße T–09–03.
Das ehemalige Rajonzentrum Hussjatyn liegt etwa 40 km südlich und die Oblasthauptstadt Ternopil etwa 50 km nordwestlich vom Dorf.

## Geschichte
Die 1464 erstmals schriftlich erwähnte Ortschaft gehörte zunächst zur Woiwodschaft Ruthenien der Adelsrepublik Polen-Litauen und anschließend von 1774 bis 1918 zum österreichischen Kronland Galizien.
Nach dem Ende des Ersten Weltkrieges kam das Dorf zunächst zur Westukrainischen Volksrepublik und fiel dann an die Zweite Polnische Republik, wo es in der Woiwodschaft Tarnopol lag.
Während des Zweiten Weltkrieges war das Dorf zwischen 1939 und 1941 von der Sowjetunion und daraufhin bis 1944 von Deutschland okkupiert und dort dem Distrikt Galizien zugeordnet. Nach Kriegsende kam die Ortschaft zur Ukrainischen Sozialistischen Sowjetrepublik und 1991, nach dem Zerfall der Sowjetunion, zur unabhängigen Ukraine.
Am 12. Juni 2020 wurde das Dorf ein Teil der Siedlungsgemeinde Hrymajliw im Rajon Hussjatyn; bis dahin bildete es seit dem 15. Mai 2019 die Landgemeinde Wikno (Вікнянська сільська громада, bestehend aus den Dörfern Kalahariwka, Kosyna, Krasne, Krutyliw, Pajiwka, Sadschiwka, Selene, Stawky und Wolyzja), vorher bildete es die Landratsgemeinde Wikno (Вікнянська сільська рада/Wiknjanska silska rada) im Norden des Rajons Hussjatyn.
Am 17. Juli 2020 wurde der Ort Teil des Rajons Tschortkiw.

## Persönlichkeiten
In Wikno kam 1893 der ukrainische Journalist, Politiker und politische Aktivist Wassyl Mudryj sowie im selben Jahr der ukrainische religiöse Führer und Gründungsmitglied des Ukrainian Canadian Committee (UCC) Wassyl Kuschnir (Василь Михайлович Кушнір) zur Welt.